# Anasztásziosz Szidirópulosz
Anasztásziosz Szidirópulosz (görögül: Αναστάσιος Σιδηρόπουλος) (Dodekanészosz, 1979. augusztus 9. –) görög nemzetközi labdarúgó-játékvezető.

## Pályafutása

### Nemzeti játékvezetés
Játékvezetésből 2001-ben Rodoszon vizsgázott. A Görög Labdarúgó-szövetség (EPO) Játékvezető Bizottságának (JB) minősítésével 2009-től a Szúper Línga Eláda játékvezetője. Küldési gyakorlat szerint rendszeres 4. bírói szolgálatot is végez.

### Nemzetközi játékvezetés
A Görög labdarúgó-szövetség JB terjesztette fel nemzetközi játékvezetőnek, a Nemzetközi Labdarúgó-szövetség (FIFA) 2011-től tartja nyilván bírói keretében. A FIFA JB központi nyelvei közül az angolt beszéli. Az UEFA JB besorolása szerint 2011-ben 4., 2013-ban első, 2014-től elit kategóriás bíró. Több nemzetek közötti válogatott, valamint Európa-liga és UEFA-bajnokok ligája klubmérkőzést vezetett, vagy működő társának 4. bíróként segített. A görög nemzetközi játékvezetők rangsorában, a világbajnokság-Európa-bajnokság sorrendjében a 4. helyet foglalja el 7 találkozó szolgálatával. Válogatott mérkőzéseinek száma: 7 (2015. október 15.).

#### Labdarúgó-világbajnokság
A 2014-es labdarúgó-világbajnokságon a FIFA JB játékvezetőként alkalmazta. Selejtező mérkőzéseket az UEFA zónában vezetett.
| Időpont             | Helyszín                     | Mérkőzés típusa           | Mérkőzés                   | Eredmény | Nézők száma |
| ------------------- | ---------------------------- | ------------------------- | -------------------------- | -------- | ----------- |
| 2012. október 12.   | Tórsvøllur Stadion, Tórshavn | előselejtező (C. csoport) | Feröer-szigetek–Svédország | 1 – 2    | 5079        |
| 2013. szeptember 6. | Nemzeti Stadion, Ta’ Qali    | előselejtező (B. csoport) | Málta–Dánia                | 1 – 2    | 5576        |

#### Labdarúgó-Európa-bajnokság
A 2013-as U17-es labdarúgó-Európa-bajnokságon az első nagy nemzetközi versenyén, az UEFA JB bemutatta a nemzetközi résztvevőknek.
| Időpont         | Helyszín                      | Mérkőzés típusa              | Mérkőzés                | Eredmény |
| --------------- | ----------------------------- | ---------------------------- | ----------------------- | -------- |
| 2013. május 5.  | Mestský Stadion, Máriatölgyes | csoportmérkőzés (A. csoport) | Svájc–Svédország        | 0 – 1    |
| 2013. május 11. | FC ViOn Stadion, Aranyosmarót | csoportmérkőzés (B. csoport) | Ukrajna–Horvátország    | 1 – 2    |
| 2013. május 17. | Dubňom Stadion, Zsolna        | döntő                        | Olaszország–Oroszország | 0 – 3    |

---
A 2015-ös U21-es labdarúgó-Európa-bajnokságon az UEFA JB játékvezetőként foglalkoztatta.
| Időpont          | Helyszín               | Mérkőzés típusa              | Mérkőzés               | Eredmény | Nézők száma |
| ---------------- | ---------------------- | ---------------------------- | ---------------------- | -------- | ----------- |
| 2015. június 18. | Andrův Stadion, Olmütz | csoportmérkőzés (B. csoport) | Olaszország–Svédország | 1 – 1    |             |
| 2015. június 23. | Generali Arena, Prága  | csoportmérkőzés (A. csoport) | Dánia–Szerbia          | 0 – 3    |             |
| 2015. június 27. | Andrův Stadion, Olmütz | egyik elődöntő               | Portugália–Németország | 0 – 3    | 9876        |

---
A  2016-os labdarúgó-Európa-bajnokságon az UEFA JB játékvezetőként foglalkoztatta. 
| Időpont             | Helyszín                             | Mérkőzés típusa           | Mérkőzés                | Eredmény | Nézők száma |
| ------------------- | ------------------------------------ | ------------------------- | ----------------------- | -------- | ----------- |
| 2015. szeptember 8  | Ciutat de València Stadion, Valencia | előselejtező (C. csoport) | Spanyolország–Macedónia | 5 – 1    | 18 553      |
| 2014. november 14.  | Algarve Stadion, Faro                | előselejtező (I. csoport) | Portugália–Örményország | 1 – 0    | 21 042      |
| 2015. március 28.   | Központi Stadion, Asztana            | előselejtező (A. csoport) | Kazahsztán–Izland       | 0 – 3    | 13 182      |
| 2015. szeptember 8. | Ljudski vrt, Maribor                 | előselejtező (E. csoport) | Szlovénia–Észtország    | 1 – 0    | 6868        |
| 2015. október 13.   | Baldvin király Stadion, Brüsszel     | előselejtező (B. csoport) | Belgium–Izrael          | 3 – 1    | 39 773      |